# Partit Democràtic Serbi
|  | No s'ha de confondre amb Partit Democràtic (Sèrbia) o Partit Democràtic de Sèrbia (DSS). |

El Partit Democràtic Serbi (serbi Српска демократска Странка, Srpska Demokratska Stranka) és un partit polític de la República Sèrbia, a Bòsnia i Hercegovina. És dirigit per Mladen Bosić, qui va succeir a Dragan Cavic. Va Ser fundat en 1992 per a defensar els interessos dels serbis de Bòsnia quan es produïa la desintegració de l'antiga Iugoslàvia.
Des de la guerra de Bòsnia, el SDS ha perdut el status de partit capdavanter de la República Sèrbia i principal partit dels serbis a Bòsnia i Hercegovina en benefici de l'Aliança dels Socialdemòcrates Independents (SNSD), encapçalada pel primer Ministre de la República Sèrbia, Milorad Dodik, a les eleccions parlamentàries d'octubre de 2006. El Partit Democràtic Serbi es troba sotmès a sancions dels Estats Units, que prohibeixen la transferència de fons i material dels EUA al SDS i a l'inrevés.

## Membres destacats
Alguns dels més alts dirigents del partit han estat: 
- Radovan Karadžić (actiu de 1989 a 1996): acusat de crims de guerra pel Tribunal Penal Internacional per a l'antiga Iugoslàvia (TPII), a més de crims contra la humanitat, crims contra la vida i la salut, genocidi, violacions greus dels Convenis de Ginebra de 1949, assassinat, saqueig i violacions de les lleis o usos de la guerra (vegeu els Convenció de Ginebra).
- Biljana Plavšić (activa de 1989 a 1997): es va declarar culpable d'un càrrec de crims contra la humanitat davant el TPII per la seva participació en la persecució de musulmans bosnians i croats durant la guerra de Bòsnia.
- Momcilo Krajisnik: acusat també de genocidi, crims de lesa humanitat, violacions de les lleis de la guerra i violacions greus dels Convenis de Ginebra.
- Nikola Koljević: escriptor i polític, vicepresident de la República Sèrbia durant la guerra de Bòsnia, que es va suïcidar a Belgrad el juny de 1997.